# Вайкікі

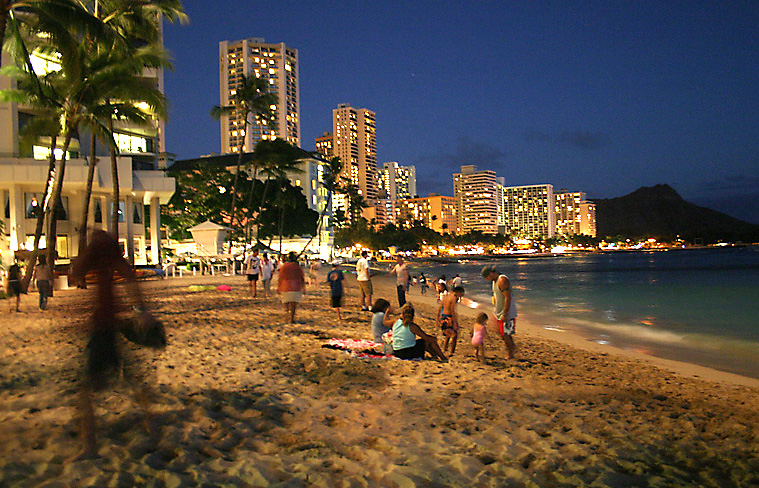
Пляж Вайкікі вночі

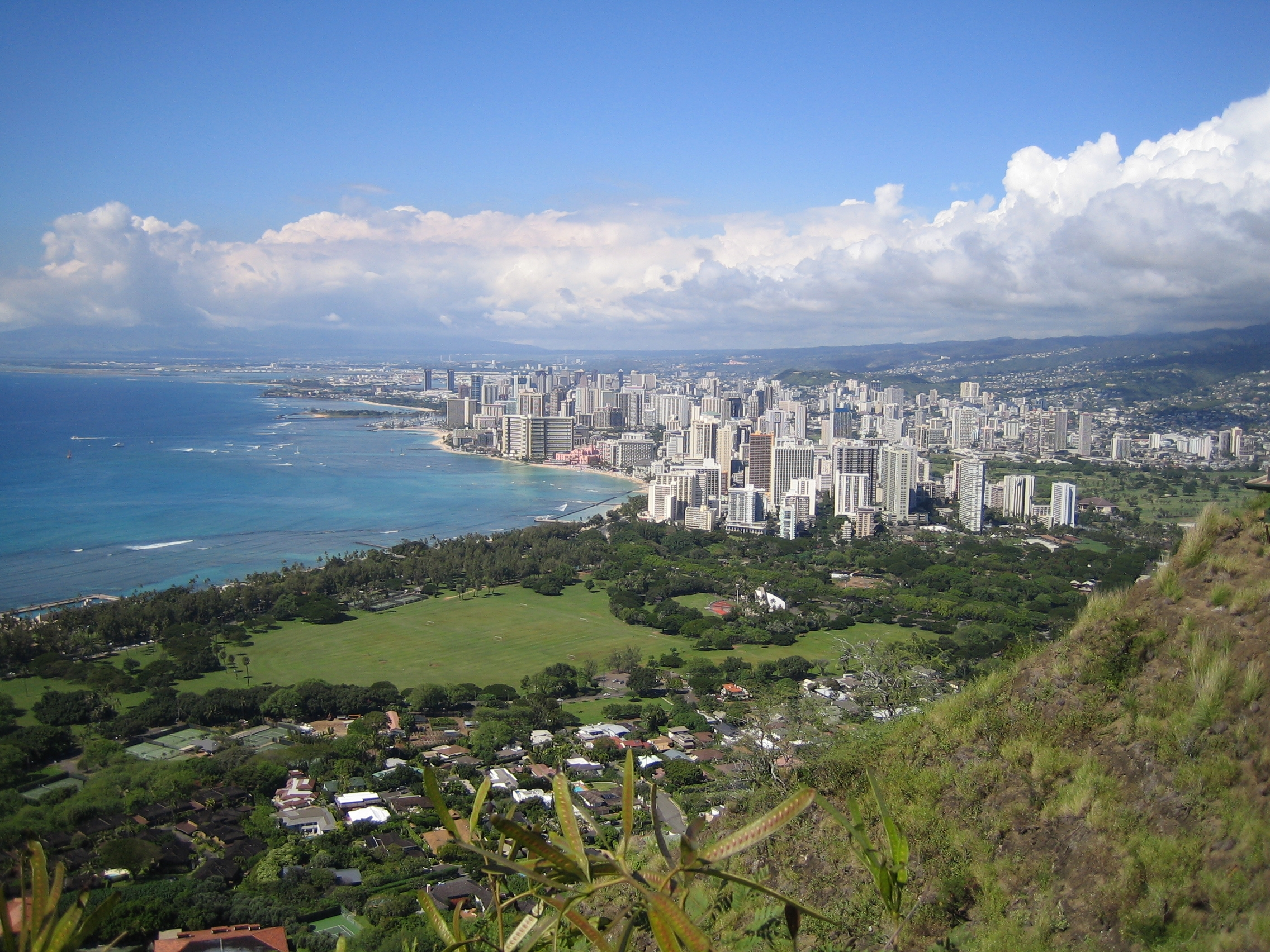
Вид на Вайкікі з вулкану Даймонд Гед

Вайкі́кі (англ. Waikiki, гавайською Waikīkī, вимовляється [ʋaikiːkiː]) — курортна частина столиці, міста Гонолулу, штату Гаваї.

## Розташування та історія
Вайкікі лежить на південно-східному узбережжі острова Оаху. Починається від каналу Ала Ваї (англ. Ala Wai) і тягнеться до погаслого вулкана Даймонд Гед.
Мовою гавайців Вайкікі перекладається як «джерело води».
Люди здавна зрозуміли рекреаційні властивості Вайкікі. За правління гавайських королів Вайкікі було місцем їх відпочинку і першою столицею Гавайського Королівства (1795–1796 рр.).
Сучасне Вайкікі є осередком міжнародної туристичної індустрії: по всьому узбережжю розкидані десятки висококласних готелів.

## Пляж Вайкікі
Пляж Вайкікі є одним з найвідоміших у світі. Особливо популярний він у тих, хто займається серфінгом.
Пляж Вайкікі потерпає від ерозії, через це у 1920—1930 роки навіть довелося завозити баржами пісок з пляжу Манхетен, Каліфорнія.